# (39868) 1998 DM27
(39868) 1998 DM27 est un astéroïde de la ceinture principale d'astéroïdes découvert en 1998.

## Description
(39868) 1998 DM27 a été découvert le 27 février 1998 à l'observatoire astronomique de Bédoin (France) par Pierre Antonini.

### Caractéristiques orbitales
L'orbite de cet astéroïde est caractérisée par un demi-grand axe de 2,43 ua, un périhélie de 2,22 ua, une excentricité de 0,08 et une inclinaison de 6,69° par rapport à l'écliptique. Du fait de ces caractéristiques, à savoir un demi-grand axe compris entre 2 et 3,2 ua et un périhélie supérieur à 1,666 ua, il est classé, selon la JPL Small-Body Database, comme objet de la ceinture principale d'astéroïdes.

### Caractéristiques physiques
(39868) 1998 DM27 a une magnitude absolue (H) de 15,9 et un albédo estimé à 0,578.